# Marica Laurentia

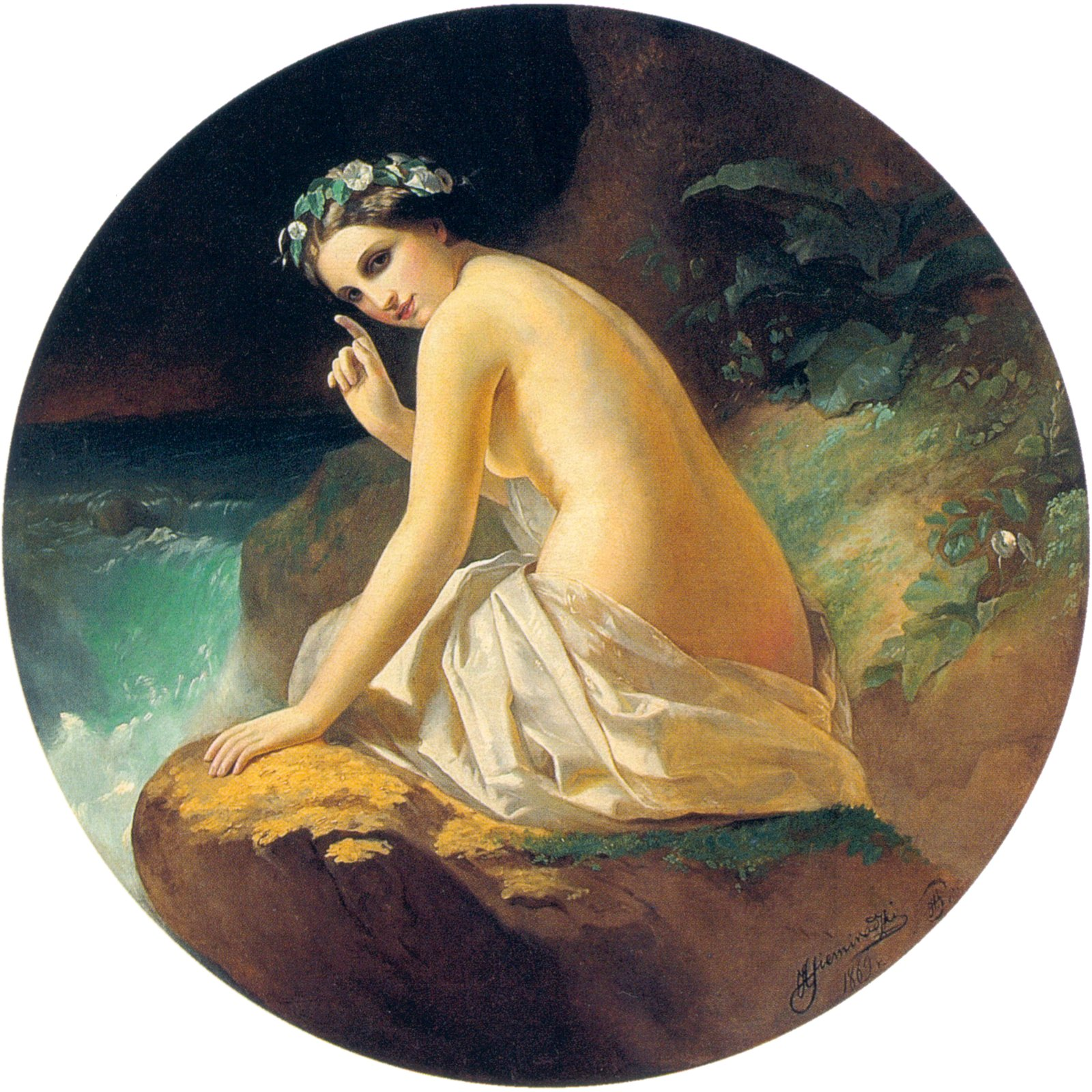
La nimfa Marica, pintura de Henryk Siemiradzki (1843-1902), Galeria d'Art Lviv (Ucraïna)

Marica o Marica Laurència era una divinitat itàlica. Nimfa de l'aigua i dels pantans. Estimava els animals i era considerada protectora dels nadons i de la fertilitat. Té moltes semblances amb la deessa Diana. El seu nom deriva probablement de mara («pantà»).

## Culte
Els auruncs li van dedicar un temple a prop de Minturno, edificat probablement a finals del segle VII aC o començaments del VI, al marge dret del Liris, a prop del naixement d'aquest riu. cap al sud del santuari i a l'esquerra s'estenia el bosc sagrat conegut com a Lucus Maricae, que avui dia és un bosc de pins pertanyent al municipi de Baia Domizia. El temple estava construït amb blocs de pedra de tuf gris, procedent de les pedreres del sud de la Muntanya Monte Massico.

## En l'Eneida
Segons alguns mites romans narrats per Virgili, de la unió entre Marica Laurència i Faune, déu dels boscos i primer rei del Latium, va néixer Latinus. Aquest succeïa el seu pare en el tron i casava la seva filla Lavínia amb Enees, un troià. Vigili l'anomena "la maga", perquè es deia que tenia la capacitat de convertir els homes en bèsties; per això Marica ha estat confosa de vegades amb Circe o amb la nimfa Calipso. Latinus va establir la cort del seu regne a Laurentia, que vol dir «la ciutat dels llorers», situada a la plana de Laurèntum, potser per fer-li un honor de la seva mare o pel bosc sagrat on hi havia aquests arbres. D'aquí ve el gentilici de laurentins o llatins, per a nomenar els oriünds del Laci.

## El bosc sagrat
Segons el poeta Claudi Claudià, qui en parla d'ella en un panegíric, al seu bosc sagrat hi havia roures (d'on ve el nom querceta Maricae) probablement envoltat per alzines i llorers.
Plutarc explica que entrar en aquell bosc suposava estar segur contra els perills i el qui penetrava en ell tenia prohibit tallar els arbres. Els romans hi portaven ofrenes al bosc, que solien consistir en els primers fruits de la collita o el primer vi de la temporada. Aquestes ofrenes que ells anomenaven satura lanx anaven acompanyades d'unes estatuetes de terrissa que deixaven a la vora del temple.
Els ritus per al seu culte eren molt senzills: Cremar herbes aromàtiques al seu temple o en altars improvisats amb branques d'arbres, o llençar al riu o a un pantà garlandes de flors o estàtues votives de terracota. Al bosc, els dos llocs més sagrats eren les deus a prop de clarianes, rocalles, coves naturals; i les cascades del riu, a prop d'estanys, d'una zona que estigués plena de bolets o plantes aquàtiques, o plantes medicinals.
Qui anava al bosc a collir herbes curatives o aigua d'una font o només a banyar-se al riu en el tram que travessava el bosc, havia de fer una oració a la nimfa i una ofrena.
Aquest bosc estava llavors envoltat per un pantà el Palude Maricae, on l'any 88 aC Gai Mari va trobar refugi fugint dels sicaris enviats per Luci Corneli Sul·la.